# Bécaud l'Olympia - Spectacle bleu, spectacle rouge
Albums de Gilbert Bécaud
Faut faire avec... Je partirai
(2002)
Bécaud l'Olympia - Spectacle bleu, spectacle rouge est un double CD posthume de Gilbert Bécaud enregistré à l'Olympia lors de deux concerts différents quant au contenu des chansons proposées (Spectacle bleu et Spectacle rouge) et dont la date du début des concerts fut le 2 novembre 1988. Une version DVD existe également mais avec 9 titres supplémentaires (Bécaud l'Olympia - Spectacle bleu & spectacle rouge) (2xCD - CAPITOL / EMI - 5 43766 2).

## CD 1 -Spectacle bleu
1. Mr Winter Go Home (Maurice Vidalin/Gilbert Bécaud)
2. C'est en septembre (Neil Diamond, Maurice Vidalin/Gilbert Bécaud)
3. Le Petit Oiseau de toutes les couleurs (Maurice Vidalin/Gilbert Bécaud)
4. Desperado (Claude Lemesle/Gilbert Bécaud)
5. Les cerisiers sont blancs (Maurice Vidalin/Gilbert Bécaud)
6. L'Absent (Louis Amade/Gilbert Bécaud)
7. Rosy and John (Maurice Vidalin/Gilbert Bécaud)
8. Mon père à moi (Louis Amade/Gilbert Bécaud)
9. L'Indifférence (Maurice Vidalin/Gilbert Bécaud)
10. L'Indien (Maurice Vidalin/Gilbert Bécaud)
11. La solitude, ça n'existe pas (Pierre Delanoë/Gilbert Bécaud)
12. Je reviens te chercher (Pierre Delanoë/Gilbert Bécaud)
13. L'Orange (Pierre Delanoë/Gilbert Bécaud)
14. Et maintenant (Pierre Delanoë/Gilbert Bécaud)
15. L'important c'est la rose (Louis Amade/Gilbert Bécaud)
16. C'était mon copain (Louis Amade/Gilbert Bécaud)

## CD 2 -Spectacle rouge
1. Mes mains (Pierre Delanoë/Gilbert Bécaud)
2. La Vente aux enchères (Maurice Vidalin/Gilbert Bécaud)
3. Seul sur son étoile (Maurice Vidalin/Gilbert Bécaud)
4. Les Tantes Jeanne (Maurice Vidalin/Gilbert Bécaud)
5. Marie, Marie (Pierre Delanoë/Gilbert Bécaud)
6. Le Bateau blanc (Maurice Vidalin/Gilbert Bécaud)
7. Je t'appartiens (Pierre Delanoë/Gilbert Bécaud)
8. Un peu d'amour et d'amitié (Louis Amade/Gilbert Bécaud)
9. Le Pianiste de Varsovie (Pierre Delanoë/Gilbert Bécaud)
10. Charlie, t'iras pas au paradis (Pierre Delanoë/Gilbert Bécaud)
11. Quand il est mort le poète (Louis Amade/Gilbert Bécaud)
12. Nathalie (Pierre Delanoë/Gilbert Bécaud)
13. La Ballade des baladins (Louis Amade/Gilbert Bécaud)
14. Quand le spectacle est terminé (Pierre Delanoë, Maurice Vidalin /Gilbert Bécaud)

## Crédits
- Réalisation : Gaya Bécaud
- Son : Studios Guillaume Tell
- Editions : BMG Music France - Nouvelles Editions Rideau Rouge

## Musiciens
- Fernand Boudou (synthétiseurs)
- Daniel Carlet (saxe, flûte)
- Benjamin Cohen (batterie)
- Pierre Dor'Ragon (guitare)
- Lionel Jouot (trombone)
- Léonard Raponi (basse + arrangements)
- Patrick Rousseau (percussions)
- Philippe Slominski (trompettes)
- Beckie Bell & Yvonne Jones (chœurs)
- Paul Cormier (Monsieur Pointu)